# Hans Neuerburg
Hans Neuerburg (2 novembre 1932 – ...) è stato un calciatore tedesco, di ruolo portiere.

## Carriera

### Club
Giocò per tre anni nel Sportfreunde 05 Saarbrücken.

### Nazionale
Con la nazionale della Saar collezionò una presenza.